# Liste der Mitglieder des Landtages des Saarlandes (16. Wahlperiode)
- Linke: 5
- Sonst.: 3
- SPD: 17
- CDU: 24
- AfD: 2

Diese Liste gibt einen Überblick über die Mitglieder des Landtags des Saarlandes der 16. Wahlperiode (2017–2022). Die konstituierende Sitzung des Landtags fand am 25. April 2017 statt. Die letzte Sitzung der Wahlperiode fand am 16. März 2022 statt.

## Zusammensetzung
Nach dem endgültigen amtlichen Endergebnis der Landtagswahl am 26. März 2017 verteilten sich die 51 Mandate im Landtag wie folgt:
| Fraktion      | Zu Beginn der Legislaturperiode | Letzter Stand | Abgänge                                                                 | Zugänge                                                      |
| ------------- | ------------------------------- | ------------- | ----------------------------------------------------------------------- | ------------------------------------------------------------ |
| CDU           | 24                              | 24            | Bachmann, Kramp-Karrenbauer, Meiser, Meyer, Theis, Wagner-Scheid, Zeyer | Gillen, Herrmann, Johann, Mildau, Oberhausen, Schnur, Wagner |
| SPD           | 17                              | 17            | Blatt, Thul, Pauluhn, Limbacher                                         | Becker, Heckmann, Limbacher, Kasztantowicz                   |
| Die Linke     | 7                               | 5             | Ensch-Engel, Spaniol                                                    |                                                              |
| AfD           | 3                               | 2             | Hecker                                                                  |                                                              |
| Saar-Linke    | 0                               | 2             |                                                                         | Ensch-Engel, Spaniol                                         |
| Fraktionslose | 0                               | 1             |                                                                         | Hecker                                                       |
| Gesamt        | 51                              | 51            |                                                                         |                                                              |

## Präsidium
Der Landtagspräsident wurde in der ersten Sitzung am 25. April 2017, die Vizepräsidenten und Schriftführer in der dritten Sitzung am 24. Mai 2017 gewählt.
| Funktion           | Mitglied des Landtages                                                                           |
| ------------------ | ------------------------------------------------------------------------------------------------ |
| Landtagspräsident  | Klaus Meiser (CDU) (bis 12. Februar 2018) Stephan Toscani (CDU) (seit 1. März 2018)              |
| 1. Vizepräsidentin | Isolde Ries (SPD)                                                                                |
| 2. Vizepräsident   | Günter Heinrich (CDU)                                                                            |
| 3. Vizepräsidentin | Barbara Spaniol (Die Linke) (bis November 2018) Ralf Georgi (Die Linke) (seit 18. November 2021) |
| 1. Schriftführerin | Petra Berg (SPD)                                                                                 |
| 2. Schriftführer   | Stefan Thielen (CDU)                                                                             |
| 3. Schriftführer   | Rudolf Müller (AfD)                                                                              |

## Fraktionsvorstände
| Fraktion   | Vorsitzende                                                                        | Stellvertretende Vorsitzende | Parlamentarische Geschäftsführer                           |
| ---------- | ---------------------------------------------------------------------------------- | --- | ---------------------------------------------------------- |
| CDU        | Tobias Hans (bis März 2018) Alexander Funk (seit März 2018)                        | Hermann-Josef Scharf Peter Strobel (bis März 2018) Alexander Funk (von Mai 2017 bis März 2018) Dagmar Heib (seit Mai 2017) Helma Kuhn-Theis (seit März 2018) Bernd Wegner (seit März 2018) | Roland Theis (bis Mai 2017) Stefan Thielen (seit Mai 2017) |
| SPD        | Stefan Pauluhn (bis 18. September 2019) Ulrich Commerçon (seit 18. September 2019) | Magnus Jung Eugen Roth | Petra Berg                                                 |
| Die Linke  | Oskar Lafontaine (bis 17. März 2022)                                               | Dagmar Ensch-Engel (bis August 2018) Astrid Schramm | Jochen Flackus                                             |
| AfD        | Josef Dörr                                                                         | Rudolf Müller | —                                                          |
| Saar-Linke | Barbara Spaniol                                                                    | Dagmar Ensch-Engel | Dagmar Ensch-Engel                                         |

## Abgeordnete
| Bild | Mitglied des Landtages | geb. | Fraktion     | Wahlkreis   | Anmerkungen |
| ---- | ---------------------- | ---- | ------------ | ----------- | --- |
|      | Christina Baltes       | 1962 | SPD          | Neunkirchen | |
|      | Petra Berg             | 1964 | SPD          | Saarlouis   | |
|      | Klaus Bouillon         | 1947 | CDU          | Neunkirchen | Kabinettsmitglied |
|      | Ulrich Commerçon       | 1968 | SPD          | Saarbrücken | Kabinettsmitglied bis 18. September 2019 Fraktionsvorsitzender seit 18. September 2019                                |
|      | Pia Döring             | 1960 | SPD          | Neunkirchen | |
|      | Josef Dörr             | 1938 | AfD          | Saarbrücken | Alterspräsident, Fraktionsvorsitzender                                                                                |
|      | Elke Eder-Hippler      | 1958 | SPD          | Neunkirchen | |
|      | Dagmar Ensch-Engel     | 1955 | Saar-Linke   | Saarlouis   | im August 2018 aus der LINKE-Fraktion ausgetreten, seit 10. November 2021 Abgeordnete der Fraktion Saar-Linke         |
|      | Jochen Flackus         | 1955 | LINKE        | Landesliste | |
|      | Petra Fretter          | 1959 | CDU          | Saarbrücken | |
|      | Alexander Funk         | 1974 | CDU          | Neunkirchen | |
|      | Ralf Georgi            | 1967 | LINKE        | Neunkirchen | |
|      | Sarah Gillen           | 1983 | CDU          | Landesliste | nachgerückt vor der Konstituierung für Anja Wagner-Scheid                                                             |
|      | Tobias Hans            | 1978 | CDU          | Neunkirchen | Fraktionsvorsitzender bis 1. März 2018 Ministerpräsident seit 1. März 2018                                            |
|      | Lutz Hecker            | 1969 | fraktionslos | Neunkirchen | im Juli 2020 aus der AfD-Fraktion ausgeschlossen                                                                      |
|      | Dieter Heckmann        | 1959 | SPD          | Saarbrücken | nachgerückt für Christiane Blatt                                                                                      |
|      | Dagmar Heib            | 1963 | CDU          | Saarlouis   | |
|      | Günter Heinrich        | 1957 | CDU          | Saarlouis   | |
|      | Gabriele Herrmann      | 1975 | CDU          | Saarbrücken | nachgerückt am 11. Dezember 2018 für Klaus Meiser                                                                     |
|      | Martina Holzner        | 1976 | SPD          | Landesliste | |
|      | Sandra Johann          | 1985 | CDU          | Neunkirchen | nachgerückt am 13. Mai 2020 für Ruth Meyer                                                                            |
|      | Reinhold Jost          | 1966 | SPD          | Saarlouis   | Kabinettsmitglied |
|      | Magnus Jung            | 1971 | SPD          | Neunkirchen | |
|      | Susanne Kasztantowicz  | 1986 | SPD          | Landesliste | nachgerückt im November 2021 für Esra Limbacher                                                                       |
|      | Helma Kuhn-Theis       | 1953 | CDU          | Saarlouis   | |
|      | Hans Peter Kurtz       | 1955 | SPD          | Saarlouis   | |
|      | Oskar Lafontaine       | 1943 | LINKE        | Saarlouis   | Fraktionsvorsitzender, Parteiaustritt am 17. März 2022                                                                |
|      | Dennis Lander          | 1993 | LINKE        | Saarbrücken | |
|      | Timo Mildau            | 1992 | CDU          | Landesliste | nachgerückt für Annegret Kramp-Karrenbauer                                                                            |
|      | Rudolf Müller          | 1951 | AfD          | Landesliste | |
|      | Volker Oberhausen      | 1959 | CDU          | Landesliste | nachgerückt am 24. Mai 2017 für Roland Theis                                                                          |
|      | Anke Rehlinger         | 1976 | SPD          | Saarlouis   | stellvertretende Ministerpräsidentin                                                                                  |
|      | Jürgen Renner          | 1966 | SPD          | Landesliste | |
|      | Isolde Ries            | 1956 | SPD          | Saarbrücken | |
|      | Eugen Roth             | 1957 | SPD          | Landesliste | |
|      | Raphael Schäfer        | 1981 | CDU          | Saarlouis   | |
|      | Hermann-Josef Scharf   | 1961 | CDU          | Neunkirchen | |
|      | Jutta Schmitt-Lang     | 1982 | CDU          | Neunkirchen | |
|      | Ulrich Schnur          | 1959 | CDU          | Landesliste | nachgerückt am 20. November 2019 für Alexander Zeyer                                                                  |
|      | Astrid Schramm         | 1956 | LINKE        | Saarbrücken | |
|      | Barbara Spaniol        | 1963 | Saar-Linke   | Neunkirchen | am 2. November 2021 aus der LINKE-Fraktion ausgeschlossen, seit 10. November 2021 Abgeordnete der Fraktion Saar-Linke |
|      | Marc Speicher          | 1984 | CDU          | Landesliste | |
|      | Peter Strobel          | 1970 | CDU          | Saarbrücken | Kabinettsmitglied seit 1. März 2018                                                                                   |
|      | Alwin Theobald         | 1968 | CDU          | Neunkirchen | |
|      | Stefan Thielen         | 1977 | CDU          | Saarlouis   | |
|      | Stephan Toscani        | 1967 | CDU          | Neunkirchen | Kabinettsmitglied bis 1. März 2018 Landtagspräsident seit 1. März 2018                                                |
|      | Frank Wagner           | 1977 | CDU          | Saarlouis   | nachgerückt am 24. Mai 2017 für Monika Bachmann                                                                       |
|      | Bernd Wegner           | 1957 | CDU          | Saarbrücken | |
|      | Heike Winzent          | 1976 | SPD          | Neunkirchen | nachgerückt am 30. Oktober 2019 für Sebastian Thul; bis 2023 Heike Becker                                             |
|      | Sascha Zehner          | 1973 | CDU          | Saarbrücken | |
|      | Reiner Zimmer          | 1964 | SPD          | Saarbrücken | |

## Ausgeschiedene Landtagsabgeordnete
| Bild | Mitglied des Landtages     | geb. | Partei | Wahlkreis   | Anmerkungen | Nachrücker            |
| ---- | -------------------------- | ---- | ------ | ----------- | --- | --------------------- |
|      | Monika Bachmann            | 1950 | CDU    | Saarlouis   | Kabinettsmitglied, ausgeschieden am 17. Mai 2017                                                                 | Frank Wagner          |
|      | Christiane Blatt           | 1966 | SPD    | Saarbrücken | ausgeschieden Anfang 2018 nach Wahl zur Oberbürgermeisterin von Völklingen                                       | Dieter Heckmann       |
|      | Annegret Kramp-Karrenbauer | 1962 | CDU    | Landesliste | ausgeschieden im März 2018 nach Wahl zur CDU-Generalsekretärin                                                   | Timo Mildau           |
|      | Esra Limbacher             | 1989 | SPD    | Neunkirchen | nachgerückt im Juni 2021 für Stefan Pauluhn, ausgeschieden im November 2021 nach Wahl in den Deutschen Bundestag | Susanne Kasztantowicz |
|      | Klaus Meiser               | 1954 | CDU    | Saarbrücken | Landtagspräsident bis 12. Februar 2018; ausgeschieden am 5. Dezember 2018                                        | Gabriele Herrmann     |
|      | Ruth Meyer                 | 1965 | CDU    | Neunkirchen | ausgeschieden am 30. April                                                                                       | Sandra Johann         |
|      | Stefan Pauluhn             | 1962 | SPD    | Neunkirchen | Fraktionsvorsitzender bis 18. September 2019, ausgeschieden im Mai 2021 nach Wahl zum Präsidenten von Saartoto   | Esra Limbacher        |
|      | Roland Theis               | 1980 | CDU    | Landesliste | ausgeschieden am 17. Mai 2017                                                                                    | Volker Oberhausen     |
|      | Sebastian Thul             | 1980 | SPD    | Neunkirchen | ausgeschieden am 18. September 2019 nach Ernennung zum Staatssekretär                                            | Heike Becker          |
|      | Anja Wagner-Scheid         | 1974 | CDU    | Landesliste | Mandatsverzicht vor der Konstituierung                                                                           | Sarah Gillen          |
|      | Alexander Zeyer            | 1993 | CDU    | Landesliste | ausgeschieden Ende Oktober 2019 nach Ernennung zum Regierungssprecher                                            | Ulrich Schnur         |